# Saint-Aignan-des-Gués

Saint-Aignan-des-Gués este o comună în departamentul Loiret din centrul Franței. În 1 ianuarie 2018 avea o populație de 291 de locuitori.